# Škoda 32E
S 699.0 – czechosłowacka lokomotywa elektryczna wyprodukowana w 1963 roku dla kolei czechosłowackich. Lokomotywa została wyprodukowana w jednym egzemplarzu do prowadzenia pociągów pasażerskich na zelektryfikowanych liniach kolejowych.

## Historia
Lokomotywa elektryczna opuściła bramy zakładów produkcyjnych w Pilźnie w dniu 28 grudnia 1963 roku z lekkim opóźnieniem w stosunku do pierwotnie planowanego terminu z numerem fabrycznym 4804 oraz otrzymała oznakowanie kolei czechosłowackich. Elektrowóz w 1968 roku podczas jazd doświadczalnych na odcinku linii kolejowej pomiędzy Rajhradem i Modřice osiągnął prędkość maksymalną 203 km/h. Elektrowóz prowadził pasażerskie wagony ekspresowe produkcji wschodnioniemieckiej. Elektrowóz jest zabytkowym eksponatem w pilźnieńskim muzeum.